# Phyllodactylus martini
Phyllodactylus martini (листопалий гекон нідерландський) — вид геконоподібних ящірок родини Phyllodactylidae. Мешкає на Карибах. Вид названий на честь німецького геолога Карла Мартіна (1851-1942).

## Поширення і екологія
Phyllodactylus martini мешкають на островах Кюрасао, Бонайре і Клейн-Бонайре в групі Підвітряних островів, а за іншими свідченнями — також на островах Аруба, Пуерто-Рико і Каха-де-Муертос. Вони живуть в сухих тропічних лісах та в сухих акацієвих, чагарникових і кактусових заростях. Трапляються в людських поселеннях, однак значною мірою витіснені з них інтродукованими геконами Hemidactylus mabouia.